# Peter Sagan
Peter Sagan (IPA: [ˈpeter ˈsaɡan]), slovaški kolesar, * 26. januar 1990, Žilina, Češkoslovaška (danes Slovaška).
Sagan je nekdanji profesionalni kolesar, ki je bil nazadnje član UCI ProTeam ekipe Team TotalEnergies. V mladinski kategoriji je dosegal uspehe tudi v ciklokrosu in gorskem kolesarstvu.
Velja za enega najboljših kolesarjev z zmagami na najprestižnejših dirkah, tudi tremi zaporednimi naslovi svetovnega prvaka, naslovom evropskega prvaka, dvema etapnima zmagama na dirki Pariz–Nica, eno na Dirki po Romandiji, tremi etapnimi in skupno zmago na Dirki po Poljski, rekordnimi sedemnajstimi etapnimi in skupno zmago na Dirki po Kaliforniji in petnajstimi etapnimi zmagami na Dirki po Švici. Osvojil je več klasičnih dirk, tudi spomenika Paris–Roubaix in Dirko po Flandriji, ter trikrat Gent–Wevelgem in enkrat E3 Harelbeke, ob tem pa je dosegel še šestnajst etapnih zmag na dirkah Grand Tour, dvanajst na Tour de Franceu, štiri na Dirki po Italiji in dve na Dirki po Italiji. Kot prvi kolesar je osvojil zeleno majico za najboljšega kolesarja po točkah na Tour de Franceu v prvih petih nastopih, skupno pa rekordnih sedemkrat, v letih 2012, 2013, 2014, 2015, 2016, 2018 in 2019. V letih 2013, 2015 in 2017 je bil izbran za najboljšega športnika Slovaške.